# Andreas Janker
Andreas Janker (ur. 13 marca 1983) – niemiecki lekkoatleta chodziarz, medalista mistrzostw Niemiec seniorów oraz mistrzostw świata i Europy w kategorii masters.

## Kariera sportowa
W latach 2010–2012 biegał maratony i półmaratony. Ukończył m.in. Maraton w Chicago w 2012 na 52. miejscu i Maraton Berliński na 76. miejscu w 2010 roku. Od 2013 roku startuje w zawodach w chodzie sportowym.
W mistrzostwach Niemiec seniorów w hali i na otwartym stadionie zdobył łącznie 7 medali. Jest halowym mistrzem Niemiec z 2020 roku na dystansie 5000 m. Ponadto ma również tytuł wicemistrzowski na tym samym dystansie z 2018 roku. W chodzie na 50 km ma medal srebrny (2014) i dwa brązowe (2013, 2015). Dodatkowo zajął 2. miejsce w 2022 roku na 10 000 m i 3. miejsce w 2016 na 20 km.
Wielokrotny zwycięzca mistrzostw Bawarii w chodzie sportowym w hali i na stadionie (niem. Bayerische Meisterschaften).
Startuje w zawodach w kategorii masters. W mistrzostwach Europy i świata zdobył łącznie 25 medali, w tym 9 złotych (5 indywidualnych i 4 drużynowe).
Reprezentuje klub LG Röthenbach/Pegnitz.

## Osiągnięcia

### Seniorzy – krajowe
| Rok  | Impreza                             | Miejsce       | Konkurencja      | Pozycja    | Wynik    |
| ---- | ----------------------------------- | ------------- | ---------------- | ---------- | -------- |
| 2013 | Mistrzostwa Niemiec seniorów        | Gleina        | chód na 50 km    | 3. miejsce | 4:43:27  |
| 2014 | Mistrzostwa Niemiec seniorów        | Gleina        | chód na 50 km    | 2. miejsce | 4:28:47  |
| 2015 | Mistrzostwa Niemiec seniorów        | Andernach     | chód na 50 km    | 3. miejsce | 4:17:40  |
| 2016 | Mistrzostwa Niemiec seniorów        | Naumburg      | chód na 20 km    | 3. miejsce | 1:27:04  |
| 2018 | Halowe mistrzostwa Niemiec seniorów | Erfurt        | chód na 5000 m   | 2. miejsce | 20:56,83 |
| 2020 | Halowe mistrzostwa Niemiec seniorów | Erfurt        | chód na 5000 m   | 1. miejsce | 20:51,77 |
| 2022 | Mistrzostwa Niemiec seniorów        | Neukieritzsch | chód na 10 000 m | 2. miejsce | 46:34,87 |

### Masters – międzynarodowe
| Rok  | Impreza                                   | Miejsce    | Konkurencja                                                                 | Pozycja    | Wynik    |
| ---- | ----------------------------------------- | ---------- | --------------------------------------------------------------------------- | ---------- | -------- |
| 2018 | 12. Halowe mistrzostwa Europy masters     | Madryt     | chód na 3000 m M35                                                          | 1. miejsce | 21:45    |
| 2018 | 12. Halowe mistrzostwa Europy masters     | Madryt     | chód na 5 km M35                                                            | 1. miejsce | 21:45    |
| 2018 | 12. Halowe mistrzostwa Europy masters     | Madryt     | chód na 5 km drużynowy M35, w drużynie z: Steffen Borsch, Udo Schaeaffer    | 2. miejsce | 1:12:49  |
| 2018 | 16. Mistrzostwa Europy masters non stadia | Alicante   | chód na 30 km M35                                                           | 1. miejsce | 2:37:11  |
| 2018 | 16. Mistrzostwa Europy masters non stadia | Alicante   | chód na 30 km drużynowy M35, w drużynie z: Steffen Meyer, Andreas Wild      | 1. miejsce | 8:48:37  |
| 2018 | 23. Mistrzostwa świata masters            | Malaga     | chód na 10 km M35                                                           | 2. miejsce | 45:53    |
| 2018 | 23. Mistrzostwa świata masters            | Malaga     | chód na 20 km M35                                                           | 2. miejsce | 1:39:33  |
| 2019 | 8. Halowe mistrzostwa świata masters      | Toruń      | chód na 10 km M35                                                           | 2. miejsce | 45:29    |
| 2019 | 8. Halowe mistrzostwa świata masters      | Toruń      | chód na 10 km drużynowy M35, w drużynie z: Patrick Seck, Andreas Wild       | 2. miejsce | 2:47:57  |
| 2019 | 8. Halowe mistrzostwa świata masters      | Toruń      | chód na 3000 km M35                                                         | 2. miejsce | 12:56,07 |
| 2019 | 21. Mistrzostwa Europy masters            | Wenecja    | chód na 10 km M35                                                           | 1. miejsce | 41:26    |
| 2023 | 9. Halowe mistrzostwa świata masters      | Toruń      | chód na 10 km drużynowy M35, w drużynie z: Jacques Van Bremen, Andreas Wild | 1. miejsce | 2:40:23  |
| 2023 | 9. Halowe mistrzostwa świata masters      | Toruń      | chód na 10 km M40                                                           | 3. miejsce | 47:58    |
| 2023 | 22. Mistrzostwa Europy masters            | Pescara    | chód na 10 km M40                                                           | 2. miejsce | 48:24    |
| 2023 | 22. Mistrzostwa Europy masters            | Pescara    | chód na 5000 m M40                                                          | 2. miejsce | 22:53,14 |
| 2023 | 22. Mistrzostwa Europy masters            | Pescara    | chód na 10 km drużynowy M40, w drużynie z: Andrei Kaiser, Joachim Maier     | 3. miejsce | 2:54:01  |
| 2024 | 14. Halowe mistrzostwa Europy masters     | Toruń      | chód na 5 km drużynowy M40, w drużynie z: Sebastian Brandt, Andreas Wild    | 1. miejsce | 1:19:48  |
| 2024 | 14. Halowe mistrzostwa Europy masters     | Toruń      | chód na 5 km M40                                                            | 3. miejsce | 23:04    |
| 2024 | 25. Mistrzostwa świata masters            | Göteborg   | chód na 20 km M40                                                           | 2. miejsce | 1:43:33  |
| 2024 | 25. Mistrzostwa świata masters            | Göteborg   | chód na 10 km drużynowy M40, w drużynie z: Benjamin Fritzsch, Andrei Kaiser | 2. miejsce | 2:52:02  |
| 2024 | 25. Mistrzostwa świata masters            | Göteborg   | chód na 20 km drużynowy M40, w drużynie z: Steffen Borsch, Denis Franke     | 2. miejsce | 5:30:07  |
| 2024 | 25. Mistrzostwa świata masters            | Göteborg   | chód na 10 km M40                                                           | 3. miejsce | 45:55    |
| 2025 | 10. Halowe mistrzostwa świata masters     | Gainsville | chód na 10 km M40                                                           | 1. miejsce | 48:23,20 |
| 2025 | 10. Halowe mistrzostwa świata masters     | Gainsville | chód na 10 km drużynowy M40, w drużynie z: Sebastian Brandt, Steffen Borsch | 1. miejsce | 2:35:03  |
| 2025 | 10. Halowe mistrzostwa świata masters     | Gainsville | chód na 3000 m M40                                                          | 2. miejsce | 13:21,58 |